# Ponte della Libertà
Ponte della Libertà ("Frihedsbroen") er en vejbro, der forbinder det historiske centrum (øer) i byen Venedig til fastlandet Venedig.
Broen blev designet i 1932 af ingeniør Eugenio Miozzi, og den blev åbnet af Benito Mussolini i 1933 som Ponte Littorio ("Liktorbroen") – et navn, der blev brugt i fascisttiden for flere andre italienske broer. Ved slutningen af Anden Verdenskrig blev broen omdøbt til Ponte della Libertà for at ære slutningen af det fascistiske diktatur og den nazistiske besættelse.
Broen er den eneste adgang for køretøjer til det historiske centrum af hovedstaden i den italienske region Veneto.
- Den østlige ende af vejen sluttes i Piazzale Roma, busterminalen i det historiske center.
- Den vestlige ende når fastlandet Venedig og bliver til Via Libertà, som deler de venetianske bydele (municipalità) i Mestre (nord) og Marghera (syd). Det er sidste del af den gamle "Padana Superiore".

Broen er 3,85 km lang og har to baner hver vej, uden nødspor. Den er bygget sammen med Venedig Jernbanebro, som blev bygget i 1846 med to spor hver vej, og er stadig i brug. 